# پرویز کاردان
پرویز کاردان (زادهٔ ۷ آبان ۱۳۱۶ – درگذشتهٔ ۲۰ خرداد ۱۴۰۰) کارگردان و بازیگر ایرانی بود. او کار هنری را از سال ۱۳۳۸ با بازی در نمایش‌های تلویزیونی آغاز و سال ۱۳۴۰ با بازی در تئاتر صحنه‌ای ادامه فعالیت داد. او سینما را سال ۱۳۵۰ با کارگردانی و بازی در فیلم عمو یادگار تجربه کرد. کاردان از اولین سازندگان سریال یا مجموعه تلویزیونی در ایران بود. او گفته بود ایدهٔ ساخت سریال را زمانی که در بریتانیا بوده در ذهن پرورانده و بعد از بازگشت به تلویزیون ایران پیشنهاد داده‌است. او دانش‌آموختهٔ دانشکدهٔ هنرهای دراماتیک در تهران و کارگردانی تلویزیون از انگلستان بود.

## ابتدای زندگی و تحصیلات
پرویز کاردان زاده ۱۳۱۶ در شیراز بود و در انگلستان تئاتر و هنرهای دراماتیک آموخته بود. او در سال ۱۳۴۳ برای کارآموزی در یک دوره آموزشی نمایش تلویزیونی در بی‌بی‌سی به بریتانیا رفت.

## زندگی هنری
پرویز کاردان فعالیت در تلویزیون ایران را به عنوان کارگردان و بازیگر نمایش‌های شبکه سه در سال ۱۳۳۸ آغاز نمود. نخستین کار او سرکار استوار از سریال‌های طنز قدیمی و طولانی تلویزیون ملی ایران بود که بسیاری از بخش‌های این سریال را خود او نوشته و کارگردانی کرده بود. او ایده این سریال را هنگامی‌که در بریتانیا بود در ذهن پرورانده و پس از بازگشت به تلویزیون ایران پیشنهاد داده بود. این مجموعه در ۲۰۰ قسمت، از سال ۱۳۴۶ هفته‌ای یکبار مردم را درپای تلویزیون می‌نشاند و پخش تکراری آن دربرنامه‌های نیمروز تابستانی نیز طرفداران فراوانی داشت. نقش سرکار استوار را عبدالعلی همایون بازی می‌کرد. مأمور ژاندارمری روستایی درایران که با نقشه‌های هوشیارانه‌ای که طرح می‌کرد ونام آن را «پولتیک سرکار استواری» می‌نامید، خلافکاران را در دام می‌انداخت. تیپ‌های ماندگاری در این سریال تلویزیونی خلق شد که بعدها هر کدام برای خود سوژهٔ سریال‌ها و حتی فیلم‌های سینمایی بسیار شدند. معروف‌ترین این تیپ‌ها، صمد با بازی پرویز صیاد و کرمعلی‌خان و مرادبرقی با بازی خودش بودند.
پس از آن کاردان سریال خانه‌به‌دوش را بر پاسه یکی از کاراکترهای سریال سرکار استوار، یعنی «مراد برقی» پدید آورد. شب‌هایی که این سریال از تلویزیون پخش می‌شد خیابان‌ها کاملاً خلوت می‌شدند. کاردان برای نخستین بار از ستار که آن‌زمان جوانی تازه‌کار بود برای خواندن شعر موسیقی این سریال استفاده می‌کند و بدین ترتیب او به عالم هنر معرفی می‌شود.
سریال «اختاپوس» نخستین کار مشترک پرویز صیاد و پرویز کاردان بود. تیپی که برای نخستین بار دراین سریال معرفی شد قاطبه با نقش آفرینی نوذر آزادی بود. کاردان، کار سینمایی را با فیلم عمو یادگار به عنوان بازیگر و کارگردان در سال ۱۳۵۰ آغاز کرد. فیلم مراد برقی و هفت دخترون براساس سریال خانه بدوش را در سال ۱۳۵۳ ساخت.
پس از انقلاب ۱۳۵۷ پرویز کاردان تهدید به اعدام شد. چون گفته بودند که فیلم‌های کاردان باعث شده مردم به مسجد نروند. او با تصور سفر موقت از ایران به بریتانیا و سپس آمریکا رفت. پس از مهاجرت کاردان به لس آنجلس کار سینمایی او متوقف شد. ولی کماکان در زمینهٔ تئاتر به کار خود ادامه داد. کارگردانی "محاکمه ایرج میرزا" با نویسندگی صدرالدین الهی از جمله نمایش‌های پرویز کاردان در انگلستان هستند. او دو سریال تلویزیونی را نیز برای شبکه‌های پارس و تلویزیون ملی ایران (NITV) می‌سازد.

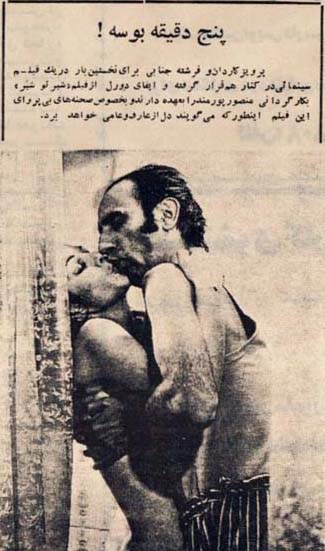
پرویز کاردان و فرشته جنابی در صحنه‌ای از فیلم شیر تو شیر

## درگذشت
پرویز کاردان در پنجشنبه ۲۰ خرداد ۱۴۰۰ بر اثر سکته قلبی در هشتاد و چهار سالگی در لس آنجلس، کالیفرنیا درگذشت.

## آثار سینمایی (کارگردان و بازیگر)
- عمو یادگار (۱۳۵۰)
- شیر تو شیر (۱۳۵۱) (فقط بازیگر)
- مراد برقی و هفت دخترون (۱۳۵۳)

## تلویزیون
- ۱۳۴۵ صندوقچه اشرفی (کارگردان)
- ۱۳۴۵ امیر ارسلان نامدار (کارگردان و بازیگر)
- ۱۳۴۶ سرکار استوار(کارگردان و بازیگر)
- ۱۳۵۰ اختاپوس (پرویز صیاد)
- ۱۳۵۲ خانه‌به‌دوش (کارگردان و بازیگر)
- ۱۳۵۳ آدم کاغذی (کارگردان و بازیگر)
- ۱۳۵۵ خانه بی‌زن (کارگردان و بازیگر)
- ۱۳۵۵ مرد اول (کارگردان)
- ۱۳۵۶ تابستان، تابستان (کارگردان)